# Nicolás Pasquet
Nicolás Pasquet   (Montevideo, 1958) és director d'orquestra de l'Uruguai i professor de direcció d'orquestra.

## Biografia
Nascut el 1958 a Montevideo, l'Uruguai, Pasquet va estudiar violí i es va anar a l'Escola Nacional de Música. Més tard va estudiar a Alemanya, violí a l'Stuttgart College of Music i va dirigir a Nürnberg. La carrera de Nicolas Pasquet va començar després de guanyar en dues ocasions el Concurs Nacional per a Joves directors (1984 i 1986) i el primer premi del Concurs Internacional Besançon per a Joves directors el 1987.
S'ha convidat a Nicolás Pasquet a dirigir orquestres a Suïssa, Itàlia, Portugal, Sud-amèrica, els Estats Units, Austràlia, Corea del Sud, inclosa la NDR Radiophilharmonie, Philharmoniker Hamburg, Orchestre national du Capitole de Tolosa, Queensland Orchestra i l'Orquestra Simfònica de Radio de Baviera. Pasquet va ser director de l'Orquestra Simfònica de Pécs Hongria (1993-1996), l'Orquestra Filharmònica de Neubrandenburg i l'orquestra del Teatre de Coburg.
Va treballar com a professor guia a Nürnberg abans de ser nomenat professor de direcció a l'Hochschule für Musik "Franz Liszt" a Weimar, Alemanya.
Pasquet és també director general del LJSO Hessen (Youth Orchester of Hessen, Alemanya).